# South Eleuthera
South Eleuthera é um dos 32 distritos das Bahamas. Sua localização é ao leste da capital do arquipélago, Nassau.